# Lajvpedagog
Lajvpedagog är en kulturarbetare som kombinerar praktiska hantverk, konstnärliga uttryck och lek med administration och teoretisk utbildning.
Att arbeta med lajv innebär flera olika arbetsuppgifter och kräver därför en rad olika kompetenser. I korthet innebär arbetet som lajpedagog att skapa lajv, inspirera, leda, planera, guida, administrera och utbilda inom lajv.
En lajvpedagog behöver inte nödvändigtvis syssla med att lära ut lajv, utan kan använda lajv som ett pedagogiskt verktyg för att lära ut annat. Lajv kan hämta mycket inspiration från populärkultur och skapa upplevelser som gör det möjligt att erfara fiktioner på nära håll.
Lajvpedagoger skapar både lajv och utbildningar. En del lajvpedagoger designar upplevelser på beställning. Lajvpedagoger bör uppfylla följande kriterier:
1. Förtrogenhet med lajv och lajv som kultur
2. Praktiska estetiska kunskaper (t.ex. bild, slöjd, dans, musik eller drama)
3. Ledaregenskaper
4. Förmåga att kommunicera
5. Game design
6. Pedagogisk kunskap och/eller erfarenhet
7. Etisk medvetenhet (ansvar för trygghet och säkerhet och ett inkluderande och normkreativt förhållningssätt)
8. Förtrogenhet med lek